# 熊汝霖
熊汝霖（？—1648年），字雨殷，浙江余姚县（今浙江慈溪）人，南明首辅大臣，抗清志士。

## 生平
天啓元年（1621年）辛酉科浙江鄉試舉人，崇祯四年（1631年）辛未科进士，吏部观政，授同安知县。崇祯十四年，升任户部给事中。后降为福建按察司照磨。与孙嘉绩举兵浙江抗清，迎鲁王朱以海于绍兴。1645年，因军功擢升兵部尚书，授东阁大学士。1648年，为拥有重兵的郑彩所杀。
福建同安知县任内曾率兵渡海，在厦门击败荷兰殖民者。

## 身后
乾隆四十一年（1776年），清廷赐谥忠节，入奉忠义祠。

## 延伸阅读
[在维基数据编辑]
 《明史卷二百七十六》，出自《明史》

| 官衔          | 官衔                         | 官衔          |
| ------------- | ---------------------------- | ------------- |
| 前任： 曹履泰 | 明朝同安县知县 1631年—1638年 | 繼任： 吴应恂 |